# Valticko
Valticko, dříve psáno Valčicko, něm. Feldsberger Gebiet, je region v jižní části Jihomoravského kraje v Česku, při hranici s Rakouskem. Tato oblast byla původně součástí Moravy, už od 11. století ale Východní marky, resp. Dolních Rakous, a až v roce 1920 byla připojena k Československu. Jednalo se o jedno ze tří území přičleněných z Rakouska k Československu. Dnes je téměř celé Valticko součástí turisticky hojně navštěvovaného Lednicko-valtického areálu a také vinařské turistiky na jižní Moravě.

## Vymezení
Jde o dnešní území v okrese Břeclav, v okolí města Valtice, částí dříve tvořící samosprávné Valtické panství, které bylo zrušeno v roce 1848/1849. Na severu je tato oblast ohraničená linií vedoucí přibližně po Lednických rybnících a na východě přibližně tokem Dyje. Dle současného katastrálního členění se jedná o celá katastrální území Valtice, Úvaly u Valtic, Hlohovec, Charvátská Nová Ves, téměř celé katastrální území Poštorná, malou západní okrajovou část katastrálního území Břeclav, část katastru obce Sedlec jižně od potoka Včelínek, a nepatrné části katastrů obcí Ladná a Lednice.

## Historický vývoj
Tato oblast byla ve středověku do roku 1041 součástí Moravy, téhož roku však o toto území přišel Břetislav I. a následně se stalo součástí Východní marky, později součástí Dolních Rakous, v nichž pak setrvalo až do roku 1920, kdy bylo na základě Saintgermainské mírové smlouvy připojeno k Československu a v jeho rámci začleněno do země Moravské.
K Československu byla tato část tzv. Českých Rakous připojena ve dvou etapách:
- 31. července 1920 – většina území
- roku 1925 – zbytek území – další území získaly následující obce
  - Poštorná (od Bernhardsthalu a Reintalu)[1]
  - Sedlec (od Steinebrunnu)[2]
  - Úvaly u Valtic (od Herrnbaumgartenu, Schrattenbergu a Steinebrunnu)[2]
  - Valtice (od Katzelsdorfu, Reinthalu a Schrattenbergu)[2]

Motivací přičlenění této oblasti k Československu bylo zčásti národnostní hledisko (obce Hlohovec, Charvátská Nová Ves a Poštorná byly české), zčásti hledisko dopravní, neboť tudy procházela strategicky důležitá železniční trať mezi Břeclaví a Znojmem – proto byly připojeny i převážně německé Valtice (Feldsberg) a Úvaly (Garschönthal). Pro změnu malé okrajové části katastru Valtic byly při této úpravě státní hranice předány Rakousku, kde se staly součástí katastru obce Schrattenberg.
V rámci Československa byla tato oblast o rozloze 87 km² spolu s tzv. Dyjským trojúhelníkem připojena k zemi Moravské jako zvláštní územní jednotka Valticko. Teprve k 5. prosinci 1925 došlo na základě vládní vyhlášky ze dne 14. listopadu 1925, č. 242/1925 Sb. z. a n., „kterou se upravují obvody silničních, soudních a politických okresů, obvody finančních a školských okresů a jiných státních úřadů na Valticku“, k rozdělení území Valticka mezi stávající moravské politické okresy Hodonín a Mikulov, přičemž obce Charvátská Nová Ves, Poštorná a Hlohovec připadly k politickému okresu Hodonín a soudnímu okresu Břeclav, zatímco Valtice a Úvaly u Valtic byly nově připojené k politickému a soudnímu okresu Mikulov.
Po Mnichovu bylo celé Valticko a Dyjský trojúhelník obsazeno Třetí říší. Tato dvě území byla z počátku začleněna do Sudetoněmeckých území, následně k 15. dubnu 1939 byla připojena k zemskému hejtmanství Dolní Podunají, které bylo k 1. květnu 1939 přeměněno v říšskou župu Dolní Podunají, jejíž součástí zůstaly až do konce druhé světové války, po jejímž skončení nastal návrat k předválečnému stavu. Během existence železné opony byla značná část Valticka v nepřístupném hraničním pásmu.

## Demografie
Slovanské obyvatelstvo Valticka vzniklo splynutím Chorvatů neboli Charvátů, kteří sem přišli v 16. století, a Moravských Slováků z přilehlého Podluží. Vytvořili tak svébytný folklór kombinující podlužácké i charvátské prvky. Většinu si však až do 20. století zachovali jen ve třech obcích, Hlohovci (Bischofswarth), Charvátské Nové Vsi (Ober Themenau) a Poštorné (Unter Themenau), další vesnice této části Dolních Rakous byly postupně germanizovány.
| obec                | obcovací řeč roku 1900 | obcovací řeč roku 1900 | národnost roku 1930 | národnost roku 1930 |
| obec                | česká                  | německá                | česká               | německá             |
| ------------------- | ---------------------- | ---------------------- | ------------------- | ------------------- |
| Hlohovec            | 990                    | 5                      | 1403                | 13                  |
| Charvátská Nová Ves | 1152                   | 74                     | 1880                | 24                  |
| Poštorná            | 3118                   | 221                    | 3617                | 189                 |
| Úvaly u Valtic      | 5                      | 697                    | 52                  | 630                 |
| Valtice             | 34                     | 2967                   | 1102                | 1924                |